# Liste der Biografien/Micc
Liste der Biografien |
Portal Biografien |
Personensuche
# |
A |
B |
C |
D |
E |
F |
G |
H |
I |
J |
K |
L |
M |
N |
O |
P |
Q |
R |
S |
T |
U |
V |
W |
X |
Y |
Z |
?
 
Ma |
Mb |
Mc |
Md |
Me |
Mf |
Mg |
Mh |
Mi |
Mj |
Mk |
Ml |
Mm |
Mn |
Mo |
Mp |
Mq |
Mr |
Ms |
Mt |
Mu |
Mv |
Mw |
Mx |
My |
Mz
 
Mia |
Mib |
Mic |
Mid |
Mie |
Mif |
Mig |
Mih–Mik |
Mil |
Mim |
Min |
Mio |
Mip |
Miq |
Mir |
Mis |
Mit |
Miu |
Miv |
Miw |
Mix |
Miy |
Miz
 
Mica |
Micc |
Mice |
Micf |
Mich |
Mici |
Mick |
Micl |
Mico |
Micr |
Micu |
Micy
Die Liste der Biografien führt alle Personen auf, die in der deutschsprachigen Wikipedia einen Artikel haben. Dieses ist eine Teilliste mit 8 Einträgen von Personen, deren Namen mit den Buchstaben „Micc“ beginnt.

## Micc

### Micca
- Micca, Pietro (1677–1706), Soldat des piemontesischen Heeres

### Micch
- Micchiardi, Pier Giorgio (* 1942), italienischer Geistlicher, emeritierter römisch-katholischer Bischof von Acqui

### Micci
- Miccichè, Francesco (* 1943), italienischer Geistlicher, Bischof von Trapani
- Micciché, Lino (1934–2004), italienischer Filmkritiker und -historiker
- Miccini, Eugenio (1925–2007), italienischer Dichter, Künstler

### Micco
- Miccoli, Fabrizio (* 1979), italienischer FußballspielerFabrizio Miccoli (* 1979)

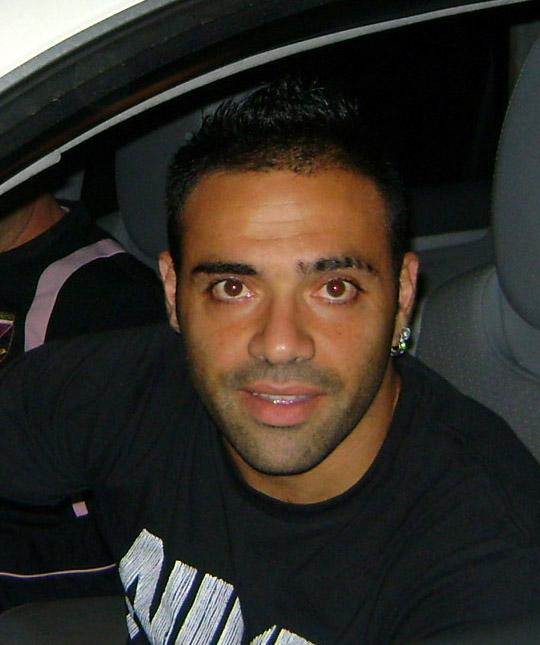
Fabrizio Miccoli (* 1979)

- Miccoli, Giovanni (1933–2017), italienischer Kirchenhistoriker und Autor
- Miccoli, Giovanni (* 1963), italienischer Ruderer